# Refuge faunique national et zone de conservation Everglades Headwaters
Le Refuge national et zone de conservation Everglades Headwaters, créé en 2012 en Floride, est le plus récent ajout et la 556ème unité du système de National Wildlife Refuge (NWR) des États-Unis. Tout a commencé avec 4 hectares donnés à l'effort de conservation dans le cadre de l'initiative America's Great Outdoors de l'administration Obama.

## Gestion
La NWR est gérée par le Everglades Headwaters Complex, qui comprend également la Pelican Island NWR, la réserve nationale de faune du lac Wales Ridge et la Archie Carr NWR,. Le don initial était de 4 hectares, mais vise à terme les 20 000 hectares. La Floride, pionnière de la Rural and Family Lands Protection Act, finance des servitudes sur des milliers d'hectares de ranchs en activité dans le système des Everglades, dans le cadre du programme de restauration des Everglades, qui devraient atteindre 40 000 hectares. Un autre nouveau NWR est également prévu pour la zone située entre le Florida Panther National Wildlife Refuge dans le sud-ouest et les nouveaux Everglades Headwaters NWR,.

### Terres ajoutées
Le 24 mars 2016, le ranch Adams de Fort Pierce a été le premier ensemble de servitudes de conservation ajoutées au NWR, suivi du ranch Hatchineha appartenant à Nature Conservancy. Les terres et les baux ajoutés ont été fournis par un fonds pour la conservation des terres et des eaux (LWCF) de 12,5 millions de dollars utilisé par le US Fish and Wildlife Service. Ces servitudes de conservation supplémentaires, les acquisitions de frais et les achats assureront la protection de la tortue gophère et du moineau de Floride en voie de disparition.

## Flore
Il existe un habitat diversifié, allant des Pine Flatwoods, qui sont les habitats pour la panthère de Floride et l'Ours noir de Floride, à la communauté « Xeric Oak Scrub » qui comprend le chêne de myrte, le chêne de Chapman, le chêne des sables, le houx de broussailles, le romarin et le palmier nain, et le Ziziphus de Floride, habitat du scinque de sable. Le « marais d'eau douce et la prairie humide » comprend des habitats tels que les Pontederia, les graminées, la pointe de flèche, le drapeau de feu, la quenouille, l'épi, le scirpe, le nénuphar blanc, le bouclier aquatique et divers carex .

## Les espèces menacées
Le jujube de Floride figure sur la liste des espèces en voie de disparition au niveau fédéral, l'arbre à franges pygmée sur la liste des espèces en voie de disparition, tout comme le scinque de sable de Floride, le serpent indigo de l'Est, et le pin des sables.

## Plans futurs
Les plans à long terme incluent l'achat de terres où des servitudes pratiques ou de conservation ou des acquisitions de droits, pour rétablir le débit hydrique du centre de la Floride jusqu'aux Everglades. La superficie totale touchée augmentera de 12 300 hectares, soit 55% des niveaux historiques avant les contrôles du niveau du lac.